# رود دافيسون
رود دافيسون (26 يونيو 1969 بسيدني في أستراليا - ) (بالإنجليزية: Rod Davison)‏ هو لاعب كريكت أسترالي.

## وصلات خارجية
- رود دافيسون على موقع إي آس بي آن كريك إنفو (الإنجليزية)